# Taba
Taba (in arabo طابا‎?) è in  un centro abitato egiziano vicino all'estremità settentrionale del Golfo di Aqaba e il confine israeliano. Si tratta di un'importante località turistica, sia per la presenza della barriera corallina, che per la vicinanza con l'isola del Faraone.